# Ernst Büchner (Mediziner)

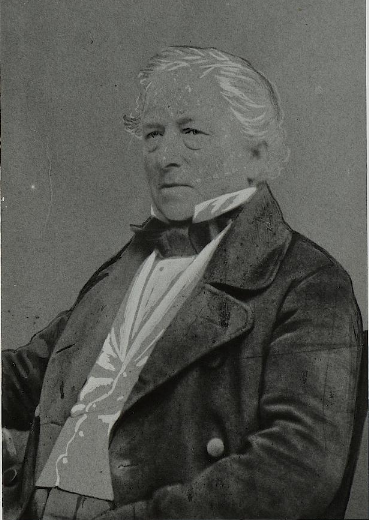
Ernst Karl Büchner, Daguerreotypie, 1854.

Ernst Karl Büchner (geboren am 3. August 1786 in Reinheim; gestorben am 19. Mai 1861 in Darmstadt) war ein deutscher Mediziner.

## Leben
Ernst Büchner war mit zwei seiner Brüder nach Holland ausgewandert. Dort wurden alle drei zum napoleonischen Heer akquiriert. Zurück aus dem Krieg studierte er am „Hospital der kaiserlichen Garde“ unter Napoleons Leibarzt Dominique Jean Larrey und später an der Sorbonne in Paris. Seine persönliche Begegnung mit Napoleon hat ihn lebenslang bewegt.
Büchner arbeitete seit 1811 als Distriktarzt – „Amtschirurg“ – in Goddelau (Hessen), zudem arbeitete er als „Zugeharzt“ im „Irrenhaus“, einem Hospital für „Rasende“ und „Wahnsinnige“, heute Philippshospital. Dort lernt er Caroline Louise Reuß (später Büchner), die Tochter des Verwalters, Hofrat ´Johannes Reuß,  kennen. Als „Amtschirurg“ unterhielt er keine Praxis, sondern besuchte seine schwerkranken Patienten zuhause.
1816 siedelte die Familie nach Darmstadt um. Büchner wurde Hospital- und Armenarzt, später Obermedizinalrat sowie Hofstallarzt im Großherzogtum Hessen,
Ernst Büchner hatte mit seiner Ehefrau Caroline Louise Büchner acht Kinder, von denen zwei im frühen Alter starben. Die anderen sechs erlangten allesamt Ruhm durch ihren Erfolg im sozialen Leben und im Beruf:  Mathilde als angesehene Bürgerin, Begründerin einer Einkaufsgesellschaft, Luise als Frauenrechtlerin, Wilhelm als Fabrikant und Erfinder, Ludwig als Philosoph, Alexander als Literaturhistoriker und Jurist. Am bekanntesten und erfolgreichsten wurde jedoch der erstgeborene Georg Büchner als Schriftsteller und Revolutionär.

## Veröffentlichungen
Ernst Büchner veröffentlichte diverse medizinische Aufsätze. Einige davon wurden 2013 unter dem Titel Versuchter Selbstmord mit Stecknadeln von Heiner Boehncke und Hans Sarkowicz im Insel Verlag neu herausgegeben.

### Rezeption
Der Rezensent Hubert Spiegel merkte in der FAZ an, dass das Buch mehr als nur eine „Petitesse“ der zahlreichen Büchner-Publikationen sei. Ernst Büchner würde akribisch, wissenschaftlich und zugleich mit publizistischem Streben seine Beschreibungen darlegen. Rike Zierau empfahl in der Neuen Woertlichkeit das Buch „Versuchter Selbstmord mit Stecknadeln“ als lesenswerten Einblick in fast zweihundert Jahre alte ärztliche Praktiken. Zudem würde jeder Schachtelsatzverehrer in Ernst Büchners Berichten auf seine Kosten kommen.